# Batalla de Chupas
La batalla de Chupas fue un combate que enfrentó a los realistas (leales a la Corona española) dirigidos por el Visitador Cristóbal Vaca de Castro, contra los almagristas (rebeldes) comandados por Diego de Almagro el Mozo. Se desarrolló en la llanura de Chupas, cerca de Huamanga (actual región de Ayacucho), el día 16 de septiembre de 1542. El resultado de la batalla fue la derrota completa de los almagristas y la captura posterior de Almagro el Mozo, quien fue juzgado y condenado a muerte. Fue la batalla más sangrienta de las guerras civiles entre los conquistadores del Perú.

## Antecedentes
Tras el asesinato de Francisco Pizarro a manos de los almagristas (26 de junio de 1541), estos convirtieron a Diego de Almagro el Mozo en gobernador de Nueva Castilla.
A fines de 1541 se anunció la inminente llegada al Perú del Juez Visitador Cristóbal Vaca de Castro, enviado por la Corona española para pacificar el territorio y quien se hallaba ya en Quito. Se sublevaron entonces Pedro Álvarez Holguín en el Cuzco y Alonso de Alvarado en Chachapoyas, sumándose ambos al bando del Rey.
Ante tal panorama, Almagro el Mozo y los suyos abandonaron Lima y se adentraron a la sierra para contener a Pedro Álvarez Holguín y organizar la resistencia contra Vaca de Castro. Con ellos iba Juan de Rada como Capitán General, pero éste se enfermó en Huarochirí, siendo entonces reemplazado por García de Alvarado y Cristóbal de Sotelo. 
Los almagristas continuaron hacia el sur y llegaron a Jauja. Desde allí Almagro el Mozo envió a García de Alvarado en búsqueda de Pedro Álvarez Holguín, para impedir que bajara a la costa y se uniera con Alonso de Alvarado. Pero García de Alvarado fracasó en la misión, al escabullírsele dicho jefe realista. Almagro lo destituyó entonces, proclamándose él mismo como único Capitán General, y nombrando a la vez como Maese de Campo a Cristóbal de Sotelo. Esto dolió mucho a García de Alvarado  quien esperó la oportunidad de vengarse. Por entonces falleció Juan de Rada, lo que significó un rudo golpe para el bando almagrista, pues hasta entonces había sido el verdadero conductor y cerebro del grupo.
Los almagristas pasaron luego a Huamanga, donde fabricaron cañones, labor que dirigió el artillero Pedro de Candía. Hicieron también contactos con Manco Inca, para buscar su alianza. Reemprendieron luego la marcha hacia el sur y arribaron finalmente al Cuzco, donde Almagro fue recibido apoteósicamente, confirmándosele como Gobernador de Nueva Castilla.
Mientras tanto, Vaca de Castro llegaba al Perú pasando por Piura y Trujillo; en Huaraz se le unieron Alonso de Alvarado y Pedro Álvarez Holguín con sus respectivas fuerzas. Luego ingresó a la ciudad de Lima, el 7 de agosto de 1542, donde sin embargo, estuvo poco tiempo. Se trasladó a Jauja, donde se habían reunido todas las fuerzas leales al Rey, que sumaban unos 500 hombres. Entre ellos se contaban como los más fervorosos militantes los pizarristas, que deseaban vengar al marqués Francisco Pizarro. Ante todos ellos Vaca de Castro se proclamó Gobernador del Perú y Capitán General del Ejército Realista.
De otro lado, en el Cuzco, Almagro el Mozo tuvo que enfrentar las disensiones entre sus mismos oficiales. García de Alvarado mató a Cristóbal de Sotelo en venganza por viejas rencillas; a su vez, García de Alvarado, quien planeaba asesinar a Almagro el Mozo y pasarse al bando realista con todo su ejército, fue asesinado por el mismo Almagro, adelantándosele de esa manera.

## Movimientos preliminares
Vaca de Castro inició una lenta marcha rumbo a Huamanga. Almagro el Mozo no quiso esperarlo en el Cuzco y partió con su ejército a su encuentro; en el trayecto recibió constantemente informaciones de los movimientos enemigos, por intermedio de los chasquis de Manco Inca. Este obsequió a Almagro numerosas corazas y armamentos españoles que guardaba como trofeos de su sublevación. Lo cual indicaría que existía una alianza entre los Incas de Vilcabamba y los almagristas.
Reforzado así y con buen ánimo, Almagro el Mozo continuó su marcha ordenadamente. A inicios de septiembre de 1542 arribó a Vilcashuamán (región Ayacucho), donde se hizo fuerte. Al campo real llegó la noticia falsa de que Almagro salía de Vilcashuamán, lo que alarmó a Vaca de Castro, quien apresuró la entrada a Huamanga, desplegando su ejército y artillería para defenderla. Pero los almagristas no se movieron de Vilcashuamán. 
Mientras tanto, los soldados de Manco Inca atacaban a los rezagados del ejército real mediante la táctica de guerrillas. Fueron contenidos por los guerreros chachapoyas y los mitmas de Huamanga, valiosos aliados indígenas del bando realista.
Por entonces hubo correspondencia entre Almagro el Mozo y Vaca de Castro, fechada en Vilcashuamán, el 4 de septiembre de 1542, por la cual el primero exigía que se le reconociera la Gobernación de Nueva Toledo, a la que tenía derecho por herencia de su padre. Vaca de Castro rechazó tal exigencia. No obstante, el Mozo estuvo dispuesto a continuar las negociaciones, hasta que decidió suspenderlas al enterarse de que el Visitador realizaba otras conversaciones paralelas con oficiales almagristas para empujarlos a la traición. Esto molestó tanto a Almagro que al fin quedó convencido de que no tenía otra opción sino las armas. 
El 13 de septiembre de 1542 Almagro el Mozo y sus tropas abandonaron Vilcashuamán. Al día siguiente llegaron a Pomacocha, donde descansaron. Luego pasaron a Sachabamba donde pasaron la noche. Cerca, a un día de viaje de esa época, se hallaba el campo de Chupas.

## El campo de batalla
Mientras tanto, Vaca de Castro, viendo que el terreno quebrado que rodeaba a Huamanga era desfavorable para su caballería, trasladó a sus fuerzas hacia Chupas, al sur de la ciudad. Era esta una inmensa pampa y lomas, alta y verde, rodeada de colinas, a cuya izquierda podía verse un pantano.
Al amanecer del día 16 de septiembre ambos ejércitos pudieron al fin divisarse. Sorprendido, Almagro envió chasquis a Manco Inca solicitándole urgentemente la presencia de sus guerreros, pero ya era tarde. Como última opción, Almagro intentó dar un rodeo para avanzar hacia Huamanga, pero dicha maniobra ya no era posible. Se hizo fuerte en las lomas que dominaban la llanura de Chupas y esperó. La batalla era ya inevitable.

## Los ejércitos
Era ya muy entrada la tarde del 16 de septiembre de 1542 y Vaca de Castro no se animaba a comenzar la acción, por temor a la caída de la noche. Pero Alonso de Alvarado lo animó, haciéndole ver que esa era la mejor ocasión, pues sus hombres ardían de deseos de pelear y no era prudente prolongar más la espera. El gobernador decidió entonces presentar la batalla, lamentando no tener el poder de Josué de detener al sol.

### El ejército realista
Vaca de Castro mandaba un ejército de 700 hombres. Los desplegó en el campo del modo siguiente: 
- En el centro colocó a la infantería (compuesta de piqueros, alabarderos y arcabuceros) y a la artillería, esta última muy escasa, compuesta de solo 4 falconetes, lo que les ponía en desventaja frente a los almagristas, que contaban con 17 piezas.
- En los flancos desplegó a su caballería, que constituía su mejor arma, por ser más numerosa y adiestrada que la de sus rivales.

La infantería estaba bajo el mando del capitán de arcabuceros Juan Vélez de Guevara y del sargento mayor Francisco de Carvajal; la artillería a cargo de Machín de Florencia. El ala izquierda de la caballería estaba bajo el mando del Maestre de Campo Pedro Álvarez Holguín, con los capitanes Gómez de Alvarado y Contreras, Sebastián Garcilaso de la Vega y Pedro Anzúrez de Camporredondo (Peránzurez). El ala derecha estaba al mando de Alonso de Alvarado. Gómez de Tordoya portaba el estandarte del Rey. Mientras que Vaca de Castro, con 30 hombres a caballo, quedó a la retaguardia, pese a que su deseo inicial había sido estar en la delantera al momento de la carga. Sus oficiales no quisieron poner en riesgo su vida. 
Al lado de los realistas militaban también valiosas tropas nativas: los chachapoyas (que habían sido traídos por Alonso de Alvarado), los mitmas de Huamanga y los cañaris.

### El ejército almagrista
Por su parte, Almagro contaba con unos 500 hombres, a quienes desplegó en orden similar al de su rival: en el centro colocó a su excelente artillería compuesta de 17 cañones y falconetes, y protegida por los alabarderos y arcabuceros; en los flancos colocó a la caballería.
La infantería almagrista estaba bajo el mando de Martín de Bilbao; los arcabuceros estaban dirigidos por Martín Cote y la artillería a cargo de Pedro de Candía. El ala izquierda de la caballería la comandaba el mismo Almagro el Mozo, junto con el capitán general Juan Balsa; y el ala derecha estaba a cargo de los capitanes Saucedo y Diego Méndez. Pedro de Oñate era el Maese de Campo y Pedro Suárez el Sargento Mayor.
Los almagristas contaban también con el apoyo de Paullu Inca (hermano de Manco Inca) que comandaba un nutrido grupo de guerreros cuzqueños.

## La batalla

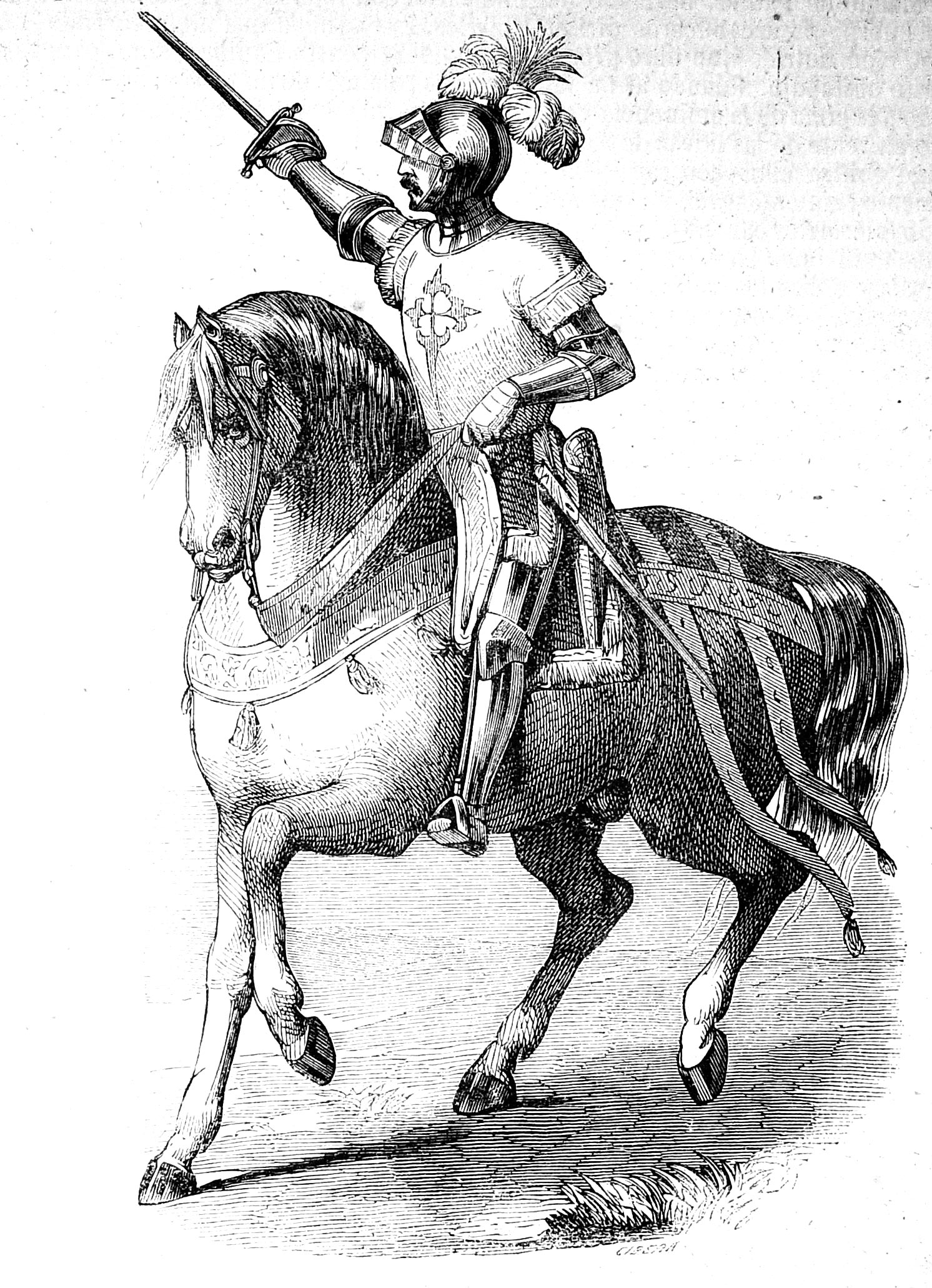
Grabado que representa a Cristóbal Vaca de Castro montado en caballo. Grabado que aparece en la edición española de la obra de William H. Prescott, 1851.

Atardecía y apenas faltaban dos horas para oscurecer, cuando se inició la lucha. Almagro contaba con la ventaja de que el terreno que dominaba era favorable para la acción de su poderosa artillería, apostada en una colina; estaba convencido de que esta arma le daría la victoria. 
En efecto, cuando los realistas avanzaron en línea recta hacía las posiciones almagristas, empezaron a tronar los cañones rivales, amenazando con despedazarlos. Francisco de Carvajal, viendo que su gente se precipitaba a una muerte segura, los condujo por otro camino, dando un rodeo por una loma que los cubría del fuego enemigo; pero cuando salieron a campo raso, a la mira de los cañones almagristas, estos no les hicieron daño pues sus disparos fueron por encima. 
Almagro sospechó entonces que su capitán de artilleros Pedro de Candía se había vendido al enemigo, y que por ello hacía intencionadamente disparos muy elevados; furioso, se arrojó contra aquel y lo mató a lanzazos. Luego él mismo acomodó uno de los cañones e hizo fuego, barriendo a una columna realista. 
La infantería realista se vio entonces imposibilitada de avanzar, a riesgo de ser aniquilada. Carvajal quiso adelantar los cuatro falconetes con que contaba su ejército para oponerlos a la poderosa artillería almagrista. Pero se abandonó ese plan, pues dilataba mucho las acciones y se prefirió llamar en auxilio a la caballería, la cual era más numerosa que la de los almagristas.
La caballería realista cargó entonces con furor contra las posiciones almagristas. Almagro cometió entonces el error de abandonar su aventajada posición, ordenando a su gente a responder la carga enemiga saliendo a combatir a campo abierto; ello implicaba dejar de usar los cañones para no causar daños a los suyos. Esa decisión cambio el curso de la acción pues hasta entonces la victoria parecía sonreír a los almagristas.
El encuentro fue terrible. Lo que hacía más feroz la lucha era el hecho que esta decidía quienes serían los amos del Perú y de sus riquezas, y los derrotados inevitablemente terminarían sino muertos en el campo, ajusticiados. Los leales al Rey gritaban: “¡Viva el Rey y Vaca de Castro!” y los rebeldes almagristas voceaban: “¡Viva el Rey y Almagro!”. 
Simultáneamente, los arcabuceros de ambos bandos sostenían un vivo fuego. La infantería realista empezó a flaquear, pero Carvajal alentó a sus hombres quitándose la armadura, diciendo que siendo él tan gordo, no temía al fuego enemigo a pesar de ser un blanco muy fácil. Luego se puso a la cabeza de sus tropas y arremetió contra los artilleros de Almagro, logrando tomar el control de sus poderosos cañones. Cabe destacar aquí que fue el ejemplo de valor y audacia de Carvajal (el famoso “Demonio de los Andes”, quien más tarde tendría un papel protagónico durante la rebelión de encomenderos) el que alentó a los soldados realistas a continuar la lucha, decidiendo así el resultado de ésta.
La batalla campal se prolongó hasta entrada la noche. Pedro Álvarez Holguín, que comandaba el ala izquierda realista, murió de dos arcabuzazos en el pecho, no bien iniciado el encuentro. Sin embargo los realistas contuvieron por dicho lado a los almagristas. No ocurrió así en el ala derecha donde Alonso de Alvarado fue perdiendo terreno, atacado por el mismo Almagro el Mozo. Vaca de Castro, que había permanecido en la retaguardia con un contingente de caballeros, fue entonces en auxilio de su subordinado, lo que dio un nuevo giro a la lucha. Pese a sus esfuerzos, Almagro no pudo detener el desbande de sus tropas; eran ya las 9 de la noche cuando se declaraba la victoria realista y la derrota total de los almagristas. 
La lucha había sido muy carnicera pues de los más de 1300 soldados españoles que intervinieron murieron por lo menos unos 500, aunque los datos tienden a variar según los cronistas. Lo notorio de esta batalla fue que el número de muertos del bando real fue mayor al del bando almagrista; entre ellos se contaba el ya mencionado Pedro Álvarez Holguín. Igualmente, Gómez de Tordoya, quien portaba el estandarte real, fue herido gravemente de tres arcabuzazos y falleció dos días después. La represión de los pizarristas (que militaban en el bando real) llegó a ser igualmente sangrienta, por el odio que tenían hacia los almagristas.
Diego de Almagro el Mozo logró huir a todo galope, pero poco después fue capturado y decapitado, en el Cuzco.

## Participación indígena
En la batalla participaron también los auxiliares indígenas de ambos bandos. Paullu Inca y sus guerreros del Cuzco asentados en Vilcashuamán apoyaron a Almagro diezmando a los valerosos chachapoyas que auxiliaban a la infantería de Vaca de Castro, pero fueron contenidos por el fuego de la arcabucería realista. 
Después de la batalla, los fugitivos y heridos almagristas se dispersaron en diferentes direcciones unos se fueron hacia el este (Cuzco), otros (la gran mayoría) se fueron hacia el sur (Pampa Cangallo), donde se asentaron y dejaron descendencia, es por eso que los lugareños de Pampa Cangallo son de tez blanca, también son muy aficionados a montar a caballo y galopan en las pampas protegidos del frío intenso con gorros de colores (en voz quechua: morochuco) y por extensión se les denomina "morochucos" quienes fueron posteriormente decisivos en el triunfo de los patriotas en la Batalla de Ayacucho. Los restos, cayeron a manos de los indígenas lugareños (mitmas), quienes los mataron y saquearon sin compasión; los heridos fueron dejados desnudos, a la intemperie, donde terminaron por morir congelados por el frío de la noche. Algunos pocos almagristas que lograron fugar se refugiaron en las montañas de Vilcabamba, siendo acogidos por Manco Inca. La denominación de muy noble y leal ciudad de Huamanga fue atribuido a que precisamente en esta región se libró la batalla de Chupas, en virtud de la cual se consolidó el Perú.